# Каламбо (споруда)
8°35′47″ пд. ш. 31°14′25″ сх. д. / 8.59638889° пд. ш. 31.24027778° сх. д.

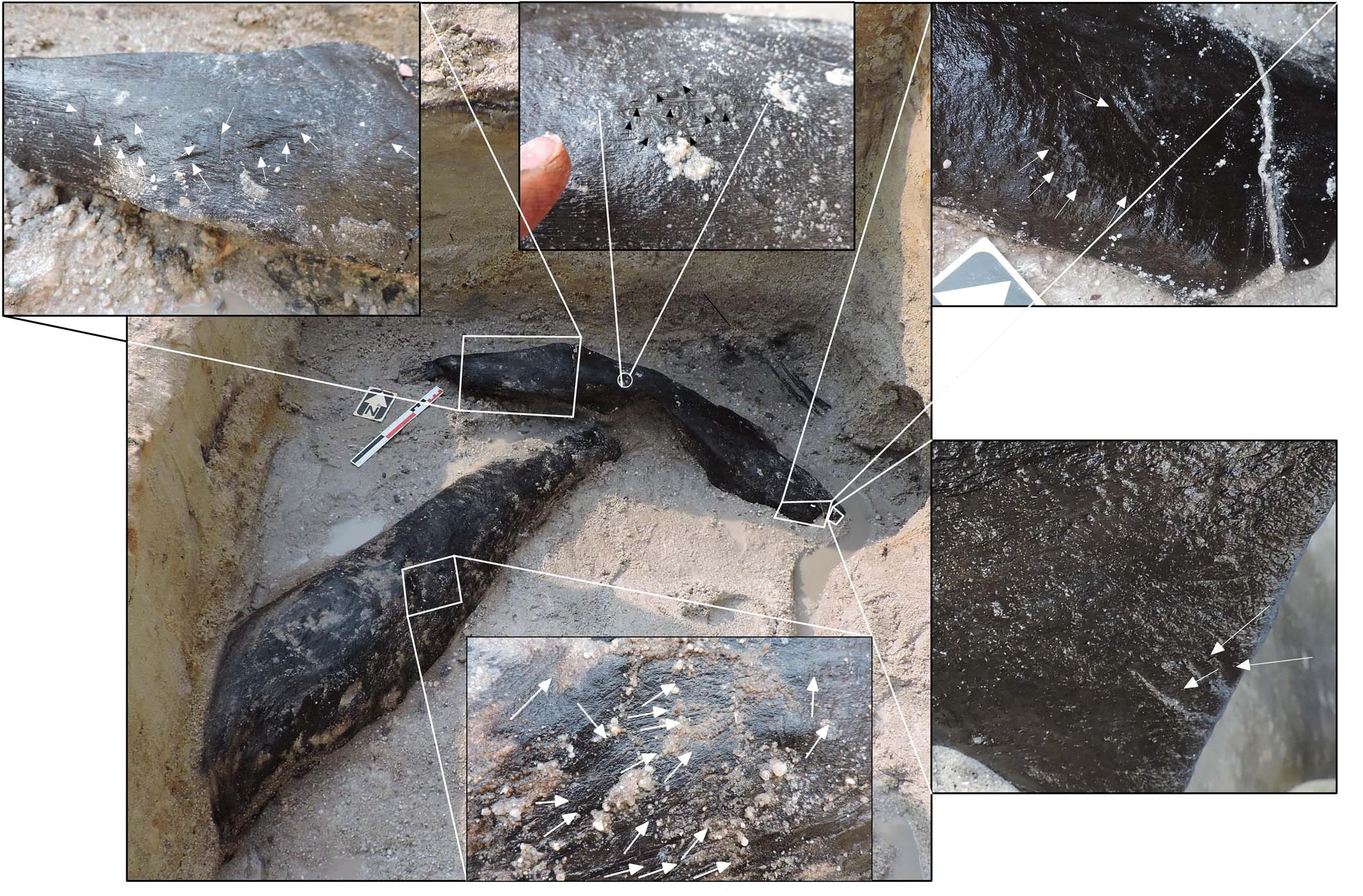

Споруда Каламбо — дерев'яна споруда раннього палеоліту, дві частини якої були виявлені разом з іншими дерев’яними інструментами. 
Знайдено біля водоспаду Каламбо в Замбії, на початок 2020-х найстаріша відома дерев'яна споруда, вік якої, згідно з даними оптичного аналізу, становить не менше 476 000 років
 
передує появі Homo sapiens

.

## Історія відкриття
Розкопки біля водоспаду Каламбо в 1950-х і 1960-х роках виявили дерев'яні артефакти, які, можливо, належали гомінідам, хоча ерозія та інші тафономічні процеси завадили вченим з упевненістю встановити походження артефактів. 

У цьому районі знаходиться доісторична стоянка водоспаду Каламбо.
Конструкцію та супутні інструменти було знайдено у 2019 році на ділянці BLB біля річки Каламбо. 
Власне споруда знайдена в районі BLB5, розташованому нижче по течії річки, разом з артефактами ашельської культури. Відкриття вважалося незвичайним, оскільки деревина зазвичай не зберігається так довго. Джефф Даллер, який був у складі команди, яка зробила відкриття у 2019 році, зазначив, що високий рівень води та подрібнені осадові породи, що вкриває конструкцію, допомогли зберегти деревину. 

## Опис
Споруда складається з двох зчеплених між собою дерев'яних колод верби великоплідної (Combretum zeyheri), з'єднаних насічкою, що закріплює одну колоду перпендикулярно до іншої. 
Найменша колода довжиною 141,3 см (56 ″), має конічні кінці, а також U-подібну виїмку і перекриває більшу колоду, що проходить через виїмку 
. 
На думку Даллера, ця споруда, ймовірно, була частиною дерев'яної платформи, яка використовується як доріжка, щоб зберігати їжу або дрова сухими, або, можливо, як фундамент для будівництва житла. 
Це відкриття може вказувати на те, що гомінини, що жили біля водоспаду Каламбо, вели осілий спосіб життя, що може кинути виклик переважній думці про те, що гомінини кам'яної доби вели кочовий спосіб життя 
. 
Надріз у верхній колоді свідчить про те, що він був зроблений шляхом зішкрібання і тесла, а також на використання вогню, як вказують дані інфрачервоної спектроскопії. 
Нижчележачий стовбур має смуги з V-подібними насічками як у середині, так і вздовж звуженого кінця, що проходить через виїмку, що також вказує на можливе зіскоблювання 
.
Використовуючи  оптичний аналіз, вік артефакту був датований 476 ± 23 тис. років. 
Радіовуглецеве датування підтвердило їх неінтрузивний характер, повідомивши, що вік перевищує максимальний діапазон для цього методу в 50 тисяч років.
Інша дерев'яна колода з загостреними кінцями та аналогічною виїмкою раніше була описана на ділянці B водоспаду Каламбо, також з ашельського періоду, хоча на той час вона не була остаточно ідентифікована як частина конструкції, створеної гомінідом 
.
Дерев'яні інструменти, знайдені разом зі спорудою: клин та палиця-копачка. 
Вони були знайдені в декількох місцях на території BLB і молодші за саму структуру: їх вік склав від 390 000 до 324 000 років 
.

## Наслідки
Археологи, такі як Ларрі Барем з Ліверпульського університету, керівник експедиції, що виявила цю споруду, вважають, що дерев'яні знаряддя потенційно були навіть більш поширені, ніж кам'яні знаряддя в кам'яну добу, хоча через швидке розкладання деревини в грунті археологи могли не знайти таких інструментів
.
Згадуючи про можливу спільну еволюцію дерев'яних і кам'яних знарядь, вони пов'язують нововведення, продемонстроване структурою Каламбо, з пізнішим винаходом черешка, коли кілька частин складають один інструмент 
.
Строки будівництва споруди Каламбо збігаються з періодом заліснення басейну річки Каламбо. 
Команда Барема вважає, що висока доступність ресурсів навколишнього середовища, постійно підвищений рівень ґрунтових вод і поліпшення, досягнуте шляхом будівництва споруд над заплавою, створили місце існування, що сприяє стійкому заселенню 
.
Ці події передували появі Homo sapiens на понад 100 000 років. 
Оскільки біля водоспаду Каламбо не було виявлено останків гомінідів, то не проводилася остаточна атрибуція, хоча череп Homo heidelbergensis віком 300 000 років був знайдений в іншому місці в Замбії
.